# Portland (Australie)
Pour les articles homonymes, voir Portland.
Portland est une ville située sur la baie du même nom, au sud de l'Australie. C'est la plus vieille colonie européenne de l'actuel État de Victoria, à 362 km de Melbourne, la capitale de l'État. Elle compte 10 371 habitants en 2006.

## Histoire
La ville doit son nom à l'explorateur britannique James Grant qui, à bord du brick Lady Nelson, en 1800, passa dans la région et lui donna le nom du duc de Portland.
La région était occupée depuis très longtemps par les aborigènes Gunditjmara.
La baie est la seule baie abritée en eau profonde entre Adélaïde et Melbourne dans une région, le détroit de Bass où les conditions climatiques sont souvent difficiles, les vents violents et les courants forts.
En 1834, Edward Henty, 24 ans, et sa famille qui avaient émigré d'Angleterre en Australie-Occidentale, puis en Tasmanie, traversèrent le détroit avec leur bétail à la recherche de terres plus hospitalières dans la région.
Après un voyage de 34 jours, leur bateau, le Thistle, arriva dans la baie de Portland le 19 novembre 1834. À sa seconde traversée, le bateau amena son frère avec du bétail et du matériel et ils entreprirent à deux de construire leur campement dans cette région qui n'était pas encore autorisée à la colonisation.
En 1838, la région put être colonisée par autorisation du gouverneur de Sydney et le premier militaire chargé d'assurer la sécurité de la ville fut le capitaine Charles Tyers (en) en 1839.

## De nos jours
La ville a eu un développement limité, la baie de Melbourne étant d'un plus grand intérêt.
À l'heure actuelle, la ville, qui est devenue city le 28 octobre 1985 en présence du prince et de la princesse de Galles, vit du tourisme.
La ville abrite une importante usine d'aluminium (352 000 tonnes par an)
Elle possède des réserves d'eaux chaudes souterraines qui sont utilisées pour le chauffage d'une partie de la ville.

## Personnalités liées
Agnes Goodsir (1864-1939), peintre de portrait, y naquit.